# 黃宗載
黃宗載（1366年—1444年），一名垕，字原夫，江西行省南昌府富州（今江西丰城）人。明朝政治人物、進士。

## 生平
洪武三十年，其中春榜三甲第三名进士。永乐初年，为湖廣按察使司佥事，后连坐任杨青驿丞。后起官担任御史，弹劾权贵。后巡按交趾，之后升任南京吏部尚书，后乞归乡。

## 延伸阅读
[在维基数据编辑]
 《國朝獻徵錄·卷之二十七》，出自焦竑《國朝獻徵錄》
 《明史卷一百五十八》，出自《明史》